# اس‌اواس مدیترانه‌ای

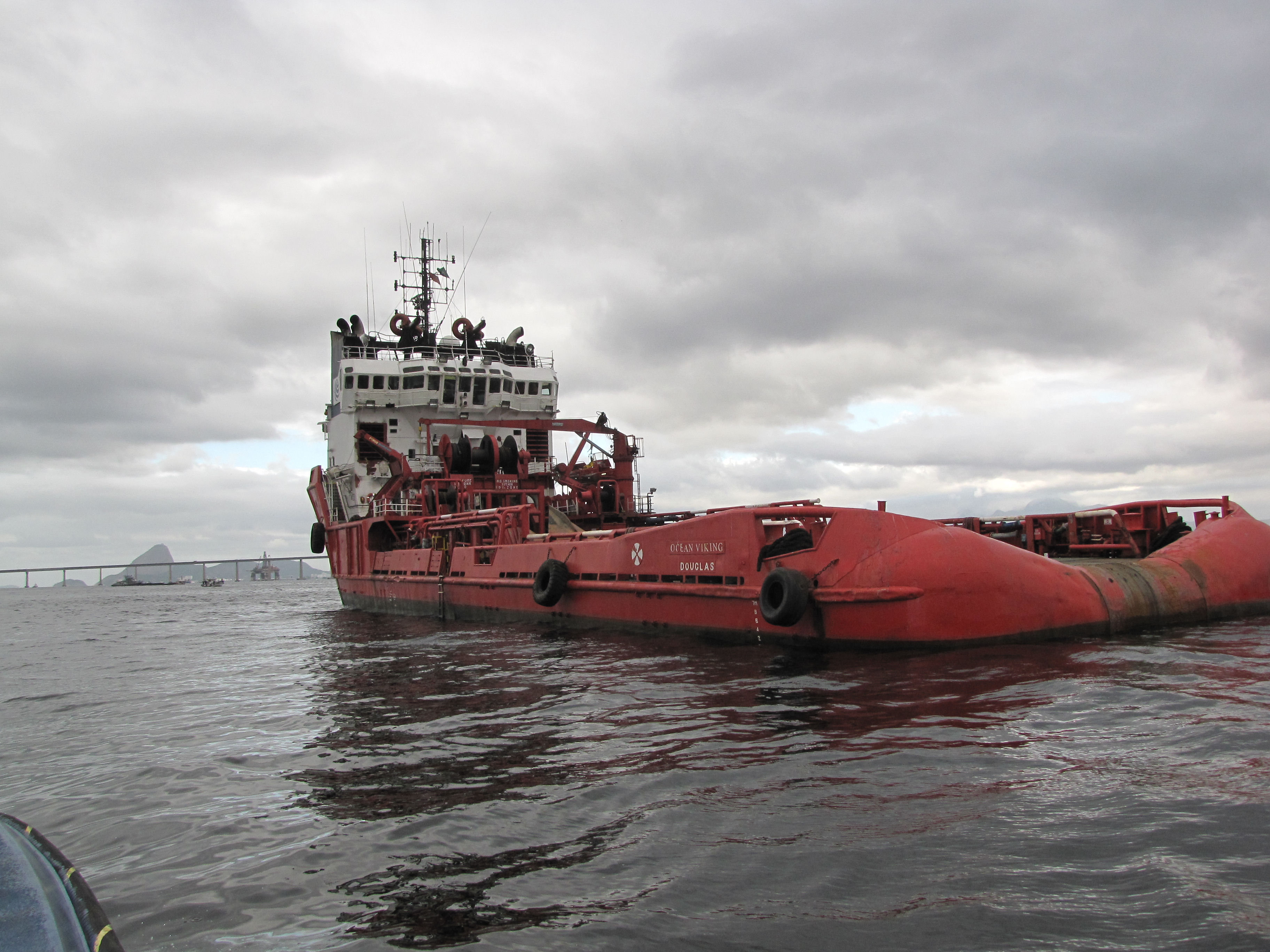
در ۲۱ ژوئیه ۲۰۱۹، اس‌اواس مدیترانه‌ای یک کمپین نجات جدید در سواحل لیبی را همراه با کشتی وایکینگ اقیانوس دنبال می‌کند

اس‌اواس مدیترانه‌ای (انگلیسی: SOS Méditerranée) یک سازمان بشردوستانه دریایی است برای عملیات نجات در حوادث دریایی که در حال حاضر در دریای مدیترانه در آب‌های بین‌المللی در شمال لیبی فعالیت می‌کند. این سازمان دریایی اخیراً یک قایق باری بزرگ بنام وایکینگ اقیانوس را به منظور نجات افرادی که از طریق دریا از لیبی فرار کرده و در معرض خطر غرق شدن قرار دارند، اجاره کرده است. این گروه در ژوئن ۲۰۱۵ توسط کلاوس ووگل کاپیتان سابق آلمانی و صوفی بو یک زن فرانسوی پس از پایان عملیات نجات نیروی دریایی ایتالیا در ۲۰۱۴ تأسیس کردند. مقر آن در مارسی، فرانسه می‌باشد.

## مهاجرت اروپا

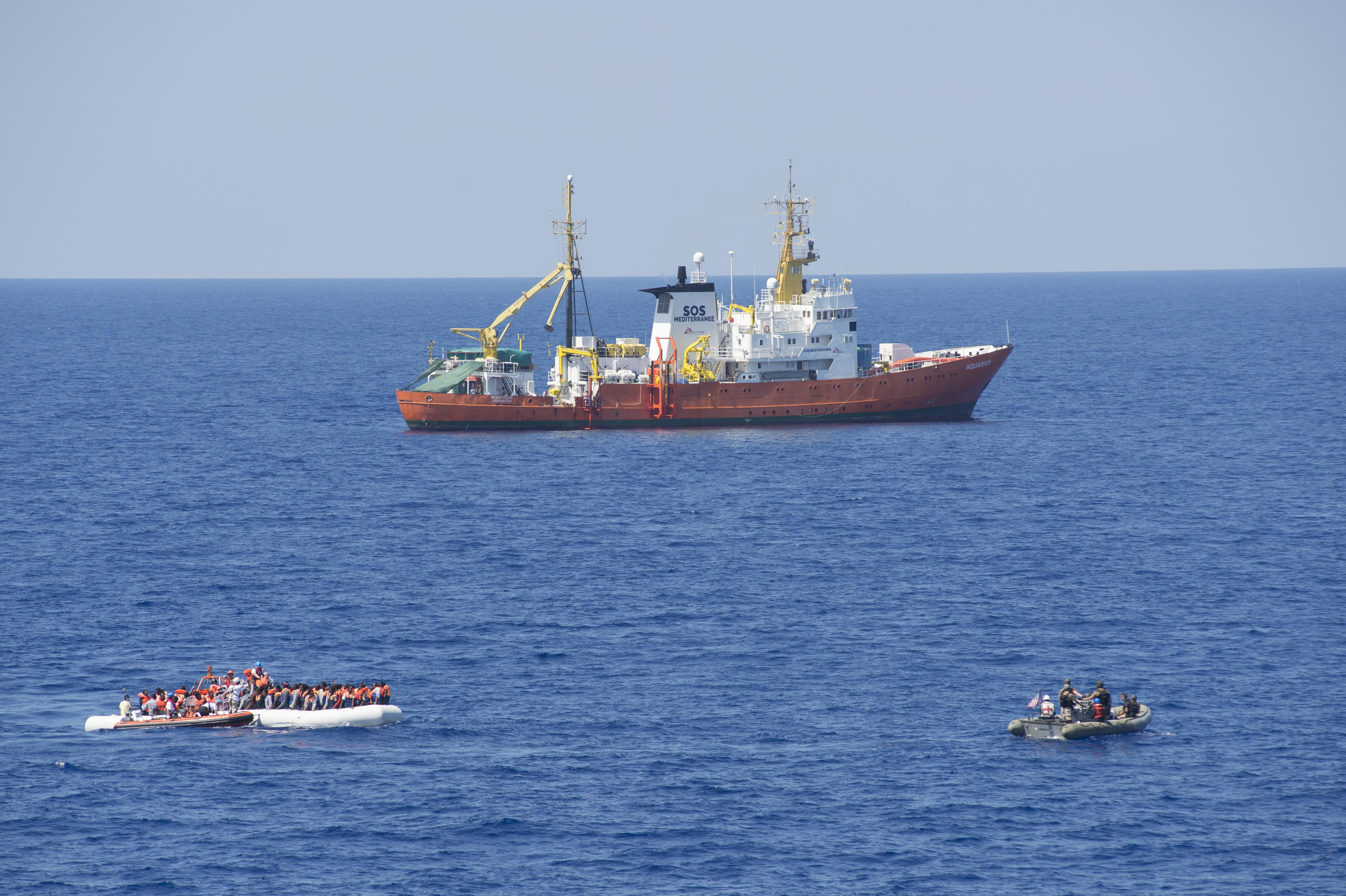
ملوانان کشتی یواس‌اس کارنی (دی‌دی‌جی-۶۴) در حال انجام یک گشت زنی معمولی امنیت سرنشینان کشتی آکواریوس را تأمین می‌کنند، این در حالی است که اعضای کشتی آکواریوس مربوط به اس‌اواس مدیترانه‌ای مهاجران را در یک کشتی کوچک در دریای مدیترانه در روتا، اسپانیا نجات می‌دهند.

این سازمان بیشتر به خاطر اقدامات خود در طول بحران مهاجران اروپایی در نجات مهاجران از کشتی‌های غرق شده در آب‌های بین‌المللی در شمال لیبی و ارائه مراقبت‌های پزشکی و سرپناه به بازماندگان، قبل از پیاده شدن در یک مکان امن، عمدتاً در بندرهای اروپایی در ایتالیا و ایتالیا، معروف است. مالت. از زمان شروع عملیات نجات در سال ۲۰۱۵، آکواریوس جان بیش از ۲۹۰۰۰نفر را نجات داده است. آنها توسط ماتئو سالوینی وزیر کشور ایتالیا، معاون نخست‌وزیر و رهبر حزب راست افراطی ضد مهاجرت به عنوان «تاکسی سرویس برای مهاجران» شناخته می‌شوند و از ورود به ایتالیا و مالت منع شده‌اند. آنها با همکاری پزشکان بدون مرز کار می‌کنند. اس‌اواس مدیترانه‌ای در طول سال ۲۰۱۷ با گارد ساحلی لیبی درگیر شد، اما همچنان در منطقه به جستجو و نجات شهروندان لیبیایی در آب‌های بین‌المللی در شمال لیبی به فعالیت خود ادامه می‌دهد.

## شبکه
اس‌اواس مدیترانه‌ای، به عنوان یک انجمن اروپایی با تیم‌هایی در آلمان، فرانسه، ایتالیا و سوئیس یک شبکه اروپایی را تشکیل داده‌اند و به‌طور مشترک کشتی نجات آکواریوس را تأمین مالی و عملیاتی می‌کنند که از فوریه ۲۰۱۶ در آب‌های بین‌المللی بین ایتالیا و لیبی مشغول فعالیت بوده است.
مراقبت‌های پزشکی از ماه مه ۲۰۱۶ توسط پزشکان بدون مرز ارائه شده است.

## آکواریوس

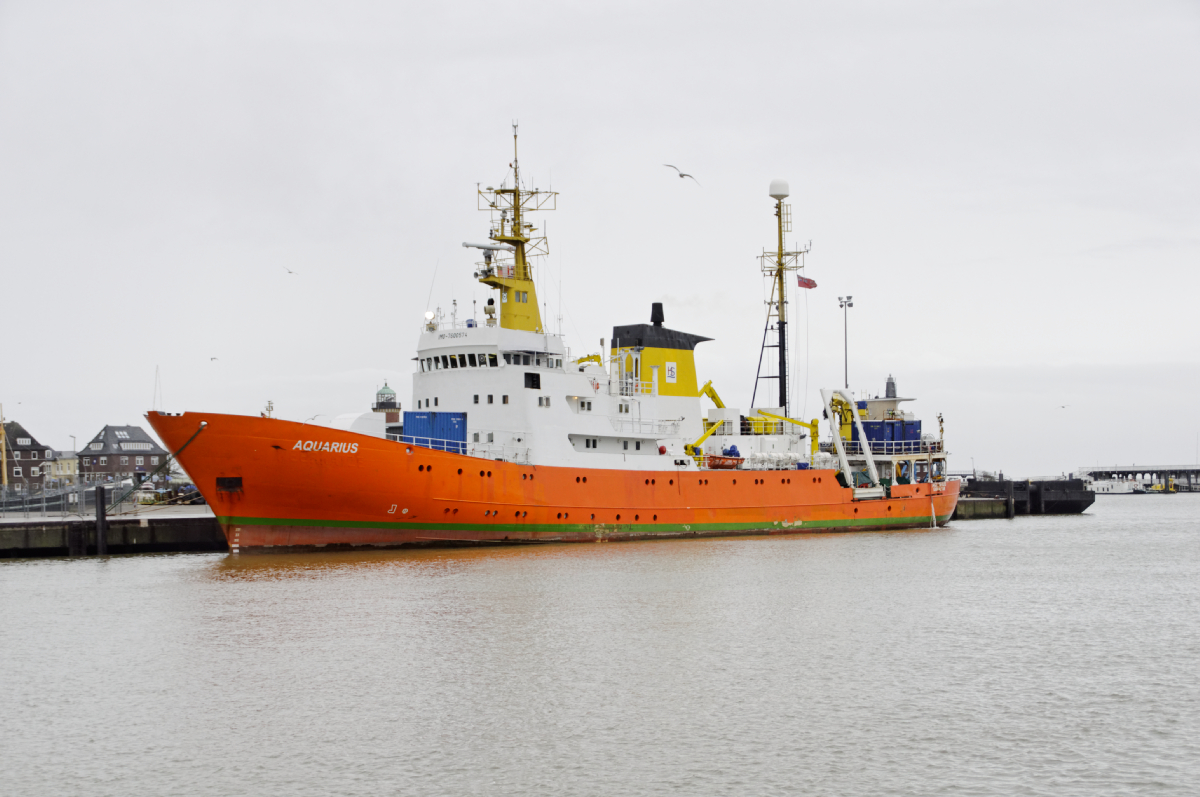
آکواریوس از ۲۰۱۵ تاکنون جان بیش از ۲۹۰۰۰نفر را نجات داده است.

این یک کشتی قوی برای جابجایی در دریا می‌باشد که زیر عرشه‌اش دارای فضای وسیعی دارد و برای استفاده در تمام سال‌های ۲۰۱۵ تا کنون به عنوان یک کشتی نجات در دریای مدیترانه بسیار مناسب بوده است. آکواریوس تا ۲۰۰۹ به عنوان کشتی حفاظت از ماهیگیری استفاده می‌شد.
- اندازه: طول ۷۷ متر، عرض ۱۱٫۸ متر، کشش ۵٫۶ متر
- خدمه: خدمه دریایی و فنی ۱۰ نفری + جستجو و نجات و خدمه پزشکی
- ظرفیت امداد و نجات: ۲۰۰ تا ۵۵۰ نفر
- هزینه در روز: ۱۱۰۰۰ €

اس‌اواس مدیترانه‌ای از آکواریوس از فوریه ۲۰۱۶ تا اکتبر ۲۰۱۸ استفاده کرد و پس از آن عملیات خود را با وایکینگ اقیانوس ادامه داد.

## وایکینگ اقیانوس

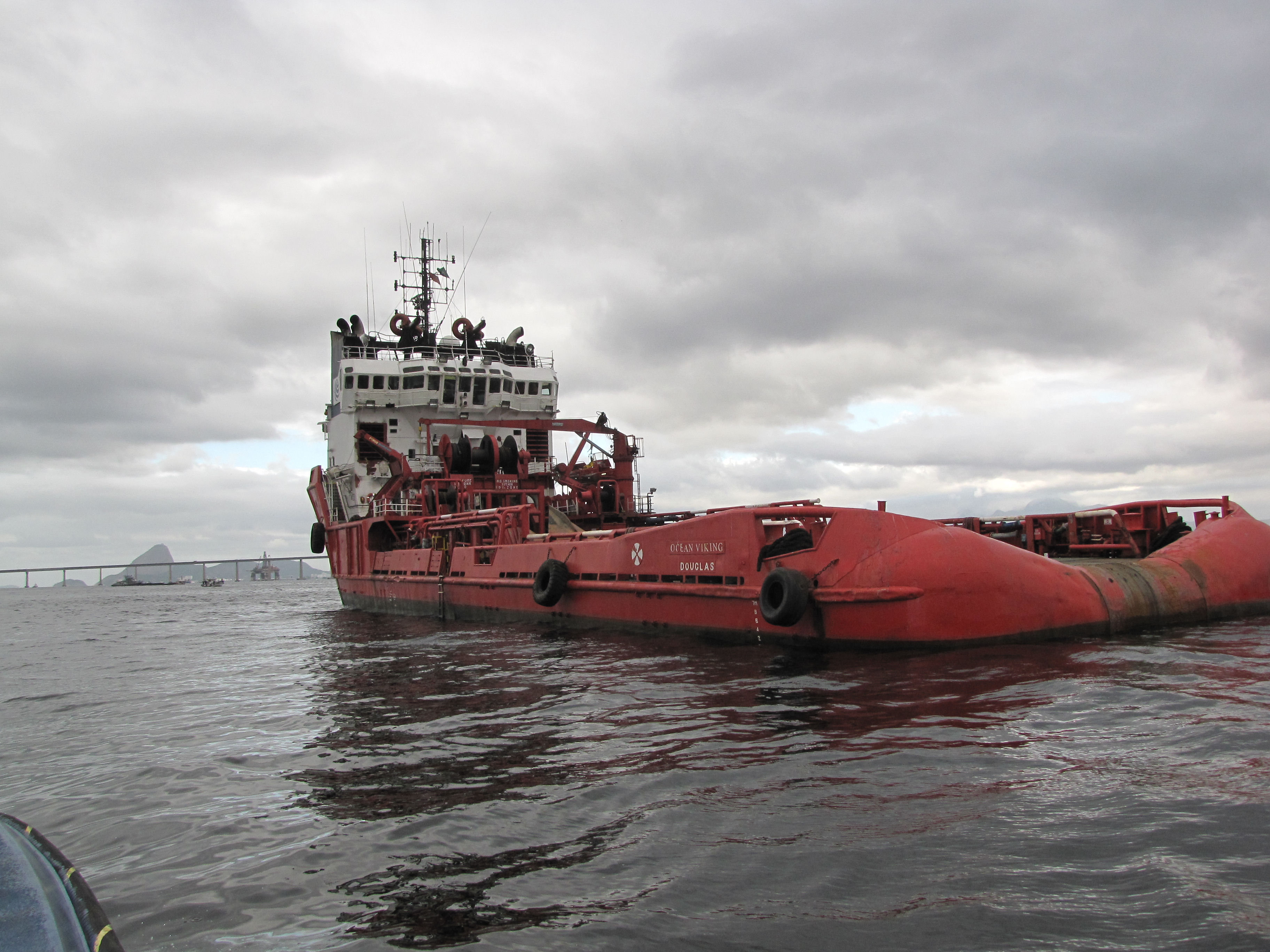
لنگر انداختن کشتی وایکینگ اقیانوس

در ۲۱ ژوئیه ۲۰۱۹، اس‌اواس مدیترانه‌ای یک کمپین نجات جدید را در سواحل لیبی با استفاده از یک کشتی باری به‌نام وایکینگ اقیانوس اعلام کرد. این کمپین توسط مقامات نروژی که کشتی در آنجا ثبت شده است پشتیبانی می‌شود. هزینه این عملیات ۱۴۰۰۰یورو در روز می‌باشد.
این کشتی به طول ۶۹متر و عرض ۱۵متر در سال ۱۹۸۶ ساخته شد و تا کنون به عنوان یک کشتی پشتیبانی برای سکوهای نفتی در دریای شمال مورد استفاده قرار می‌گرفت. وایکینگ اقیانوس توسط حدوداً ۳۰ نفر (نه تنها خدمه، بلکه یک تیم جستجو و نجات و پرسنل پزشکی) اداره می‌شود و می‌تواند تا ۲۰۰بازمانده در حوادث را حمل کند. وایکینگ اقیانوس سریعتر و مجهزتر از آکواریوس است. میکروفون‌ها و دوربین‌های داخل قایق امکان ضبط هر اتفاقی را که در قایق و اطراف آن رخ دهد را می‌دهند تا در صورت لزوم اثبات کند که عملیات در چارچوب قانونی انجام می‌گیرد. این کشتی که به محدودیت، ممنوعیت پیاده کردن مهاجران در بندرهای ایتالیا احترام می‌گذارد، از سوخت‌گیری در مالت منع شده است.
اس‌اواس مدیترانه‌ای از سال ۲۰۲۱، عملیات نجات جان پناهندگان را با استفاده از وایکینگ اقیانوس ادامه داده است.